# Ксант (Тива)
Вижте пояснителната страница за други значения на Ксантос.
Ксант или Ксантос (на старогръцки: Ξάνθος; на латински: Xanthos) в древногръцката митология, син на Птолемей е последният цар на Тива в Беотия.
Според Павзаний той е убит в двубой от Андропомп от Месения, според Страбон от Мелант, синът на Андропомп.  След смъртта на Ксант тиванците прекратяват владетелството само на един.